# Посмыш, Зофья
Зофья Посмыш (пол. Zofia Posmysz, настоящее имя Зофья Посмыш-Пясецка; 23 августа 1923, Краков — 8 августа 2022) — польская писательница и сценарист.

## Биография
Во время нацистской оккупации Польши в 1942 году была арестована гестапо за связь с движением Сопротивления, была узницей немецких концлагерей Освенцим и Равенсбрюк.
После войны поселилась в Варшаве. В 1952 году окончила филологический факультет Варшавского университета.
Работала корректором в редакции газеты «Głos Ludu», затем сотрудничала с Польским радио.

## Творчество
Зофья Посмыш дебютировала в 1945 году книгой литературных воспоминаний «Знаю палачей из Бельзена». Известность писательнице принёс радиоспектакль «Пассажирка из каюты 45». Книга под тем же названием вышла в 1962 году. По мотивам этого произведения польский режиссёр Анджей Мунк снял художественный фильм «Пассажирка», вышедший на экран в 1963 году уже после его гибели. В 1968 году по повести Посмыш была написана одноимённая опера Мечислава Вайнберга (либретто А. Медведева), получившая высокую оценку специалистов, но запрещённая к постановке в СССР и впервые исполненная в 2006 г. в концертной версии, в 2010 г. — в сценической.

## Избранная библиография
- Знаю палачей из Бельзена / Znam katów z Belsen (1945)
- Пассажирка / Pasażerka (1962)
- Стоянка в лесу / Przystanek w lesie (1965, сборник рассказов)
- Терпкий боярышник / Cierpkie głogi (1966) — сценарий, экранизированный в 1966 г. Янушем Вейхертом
- Малый / Mały (1970) — сценарий, экранизированный в 1970 г. Юлианом Дзедзиной
- Отпуск на Адриатике / Wakacje nad Adriatykiem (1970)
- Микроклимат / Mikroklimat (1975)
- Дерево похожее на дерево / Drzewo do drzewa podobne (1977)
- Цена / Cena (1978)
- Человек из-под калорифера / Człowiek spod kaloryfera (1980)
- Тот самый доктор М. / Ten sam doktor M. (1981)
- Вдова и любовники / Wdowa i kochankowie (1988)
- До свободы, до смерти, до жизни / Do wolności, do śmierci, do życia (1996)

### Переводы на русский язык
- Пассажирка: повесть. Пер.  В. С. Головской, Э. Я. Гессен. — М. : Художественная литература, 1964. — 62 с. — (Роман-газета; № 18 (318)).
- Цена: роман. — М. : Прогресс, 1981. — 183 с.

## Награды
- Серебряный Крест Заслуги (1955)
- Рыцарский крест Ордена Возрождения Польши (1964)
- Офицерский крест Ордена Возрождения Польши (1970)
- Медаль «30-летие Народной Польши» (1975)
- награда Комитета Радио и Телевидения Польши за достижения в области радиопостановок (1976)
- награда им. Витольда Хулевича (2007)
- награда Министра культуры Польши за выдающиеся достижения в развитии польской культуры (2008) и другие
- Кавалер ордена «За заслуги перед Федеративной Республикой Германия» (2012)
- Золотая Медаль «За заслуги в культуре Gloria Artis» (2013)
- Орден Белого орла (2020)
- Заслуженный деятель культуры Польши